# シオネ・ファカオシーレア
シオネ・ファカオシーレア（Sione Fakaʻosilea、1987年1月13日 - ）は、リーガ・ナツィオナーラ・デ・ラグビー、バヤ・マーレに所属するラグビーユニオン選手。

## プロフィール
- トンガ出身。
- ポジションはセンター(CTB)。
- 身長 195cm、体重 109kg
- ルーマニア代表通算キャップ数は13。

## 略歴
2014年、バヤ・マーレに加入。
2018年、過去に7人制トンガ代表としての出場経験が発覚して、それでワールドカップ2019予選に出場していたことがルーマニア代表のW杯出場権を失う要因となった。